# شرکت ترس
شرکت ترس (به انگلیسی: Fear, Inc.) فیلمی محصول سال ۲۰۱۶ و به کارگردانی وینسنت ماسیال است. در این فیلم بازیگرانی همچون لوکاس نف، کیتلین استیسی، کریس مارکت، ابیگیل برسلین، استفانی دریک، اریک لانگه، مارک موزس، لسلی جردن، نائومی گراسمن و ریچارد ریلی ایفای نقش کرده‌اند.